# Капитолийские игры
Капитолийские игры (лат. Ludi Capitolini) — общее название мусических и атлетических состязаний, проводившихся в Риме в античный период.
В своей более древней форме Капитолийские игры официально учреждены Марком Фурием Камиллом в 387 году до н. э., согласно Ливию — в честь победы над галлами Бренна, по данным Плутарха и Феста — в ознаменование взятия Вей. Игры, посвящённые Юпитеру Капитолийскому, организовывались не непосредственно Римской республикой, а отдельной коллегией жрецов-капитолийцев, проходили ежегодно 15 октября и включали соревнования бегунов и кулачных бойцов. Легенды связывают возникновение Капитолийских игр с ещё более ранним периодом в истории Рима, в том числе приписывают их основание непосредственно Ромулу; согласно этим легендам, основание игр предшествовало строительству Капитолийского храма, и в этот ранний период они именовались Тарпейскими и проводились при храме Юпитера Феретрийского.
Точно неизвестно, на протяжении какого времени Капитолийские игры оставались популярным праздником, однако существует информация, что они пришли в упадок к моменту, когда Римскую республику сменила империя. Игры были возрождены в 86 году Домицианом; в новом формате они включали как атлетические, так и конные и мусические состязания, и проводились раз в четыре года летом, по образцу Олимпийских игр. Победители игр награждались венком из дубовых листьев. Местом проведения было Марсово поле, трибуны которого вмещали до 15 тысяч зрителей. Домициановы Капитолийские игры просуществовали до 394 года (по другим источникам, до начала IV века), постепенно теряя атлетическую составляющую и к концу существования полностью превратившись в состязания музыкантов и певцов.